# José Angulo
José Enrique Angulo Caicedo (San Lorenzo, 3 febbraio 1995) è un calciatore ecuadoriano, attaccante dell'Unión (SF).

## Carriera

### Nazionale
Viene inserito da Gustavo Quinteros nel primo elenco di preconvocati per la Copa América Centenario, per lui si tratta della prima convocazione in nazionale maggiore. Viene sospeso per 4 anni a causa di un controllo risultato positivo alla cocaina.

## Statistiche

### Presenze e reti nei club
Statistiche aggiornate al 18 maggio 2016.
| Stagione        | Squadra                 | Campionato      | Campionato | Campionato | Coppe nazionali | Coppe nazionali | Coppe nazionali | Coppe continentali | Coppe continentali | Coppe continentali | Altre coppe | Altre coppe | Altre coppe | Totale | Totale | Totale |
| Stagione        | Squadra                 | Comp            | Pres       | Reti       | Comp            | Pres            | Reti            | Comp               | Pres               | Reti               | Comp        | Pres        | Reti        | Pres   | Reti   |        |
| --------------- | ----------------------- | --------------- | ---------- | ---------- | --------------- | --------------- | --------------- | ------------------ | ------------------ | ------------------ | ----------- | ----------- | ----------- | ------ | ------ | ------ |
| 2015            | Independiente del Valle | PD              | 14         | 12         | CE              | -               | -               | CL                 | -                  | -                  | -           | -           | -           | 14     | 12     |        |
| 2016            | Independiente del Valle | PD              | 7          | 2          | CE              | -               | -               | CL                 | 11                 | 5                  | -           | -           | -           | 18     | 7      |        |
| Totale carriera | Totale carriera         | Totale carriera | 21         | 14         |                 | -               | -               |                    | 11                 | 5                  |             | -           | -           | 32     | 19     |        |